# Sarcocalirrhoe zuercheri
Sarcocalirrhoe zuercheri là một loài ruồi trong họ Tachinidae.